# 青空だけが空じゃない
「青空だけが空じゃない」（あおぞらだけがそらじゃない）とは、1999年4月21日に発売された椎名法子のファーストシングル（歌手・椎名法子として、初の曲）である（FLCF-3749）。発売元はフォーライフ・レコード（現・フォーライフミュージックエンタテイメント）。

## 解説
- 天気と恋愛について関連づけて歌われている曲。尚、1999年春には、札幌テレビ『号外!!爆笑大問題』エンディング曲として、本人のPVと共に放映されている。

## 収録曲
1. 青空だけが空じゃない（作詞：秋元康　作曲:広瀬香美）
2. 花が咲く日（作詞：秋元康　作曲:沢木真奈）
3. 青空だけが空じゃない (Instrumental Version)（作曲:広瀬香美）